# Thérapie stratégique
Vous pouvez aider à l'améliorer ou bien discuter des problèmes sur sa page de discussion.
- Il ne cite pas suffisamment ses sources. Vous pouvez indiquer les passages à sourcer avec {{référence nécessaire}} ou {{Référence souhaitée}}, et inclure les références utiles en les liant aux notes de bas de page. (Marqué depuis février 2013)

- Archive Wikiwix
- Bing
- Cairn
- DuckDuckGo
- E. Universalis
- Gallica
- Google
- G. Books
- G. News
- G. Scholar
- Persée
- Qwant
- (zh) Baidu
- (ru) Yandex
- (wd) trouver des œuvres sur Wikidata

La thérapie stratégique est une approche stratégique, relationnelle/interactive et systémique, comme décrit plus amplement ci-après.

## Description
Elle est stratégique dans la mesure où elle s'adapte au contexte de la situation et utilise pour soigner le patient ce qu'elle apporte en termes de symptômes ou de ressources mais aussi de langage, d'émotion et de vision du monde, d'analogies, etc. Elle implique une extrême souplesse et promptitude du thérapeute pour retourner la situation pathologique en vue d'un changement plus confortable pour le patient. Elle est inspirée de l'approche anthropologique de Gregory Bateson et de l'approche utilisationnelle de Milton Erickson.
Elle est relationnelle dans la mesure où elle place les processus de communication relationnelle au cœur du processus thérapeutique ; elle est interactive parce que compte au plus haut point non seulement le comportement du patient mais ses interactions avec les acteurs concernés par la situation et le problème présenté, et notamment lors de l'entretien thérapeutique où sont primordiales la qualité et la pertinence des interactions patient-thérapeute.
Elle est systémique parce qu'il est nécessaire de re-situer le patient dans son milieu relationnel pour bien appréhender les dynamiques pathologiques ou bénéfiques. Les interactions forment une sorte de système pathologique où les comportements se répètent sans cesse et font redondance. Il suffira d'agir sur un point du système pour modifier le fonctionnement de celui-ci, comme un grain de sable peut gripper voire stopper le bon fonctionnement d'une machine. Ici, il s'agira de « gripper » le fonctionnement pathologique pour retrouver un fonctionnement sain sur d'autres bases.